# Crèdit
Un crèdit en dret i economia és generalment un recurs per l'empresa o els particulars. El sentit etimològic de crèdit és el participi passat del llatí credere, creure, per significar la confiança que s'acorda amb un altre.

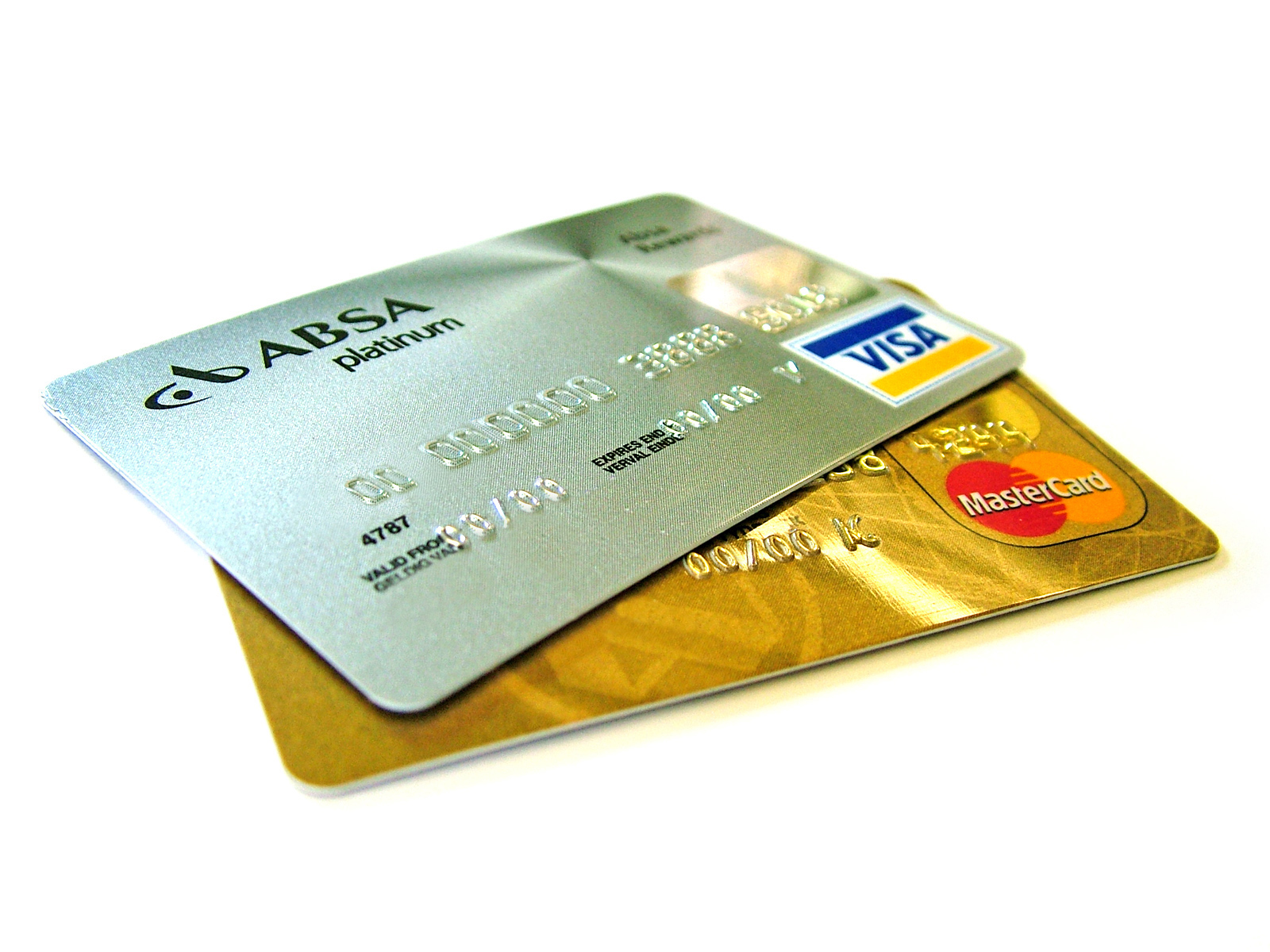
El crèdit sovint es representa amb les targetes de crèdit que són un mitjà fàcil d'atribuir crèdit malgrat un cert risc

## En finances
El crèdit engloba les diverses activitats de prestar diners, que adopten la forma de contractes de préstecs bancaris o d'ajornaments de pagament d'un proveïdor a un client.
El crèdit és generalment portador d'un interès financer que ha de pagar el deutor (beneficiari del crèdit) al creditor (o prestador).

### L'acord de crèdit
L'acord de crèdit és una activitat que reposa sobre la confiança del prestador amb el deutor de qui s'espera el reemborssament del crèdit. De manera general com més confiança tingui el prestador amb el deutos més gran serà la suma que està disposat a prestar-li amb un interès feble i a la inversa.
Es fan servir mètodes automatitzats d'avaluació de risc-client (en anglès credit scoring) que consiteixen en atribuir una xifra a la capacitat de reemborssar uns percentatges donats a partir de certes informacions (renda, endeutament, etc.).

### Crèdit i interès
Es justifica pagar interès per tres arguments:
- El risc del prestador.
- La inflació.
- La remuneració de l'activitat bancària.

### Categories
- a curt termini (d'un dia a dos anys),
- a mitjà termini (de 2 a 7 anys),
- i a llarg termini (més enllà).

Aquesta classificació no és rigorosa i varia entre els bancs.
Es distingeix generalment :
- El préstec, una suma determinada a reemborssar en cert temps determinat,
- El crèdit permanent o el crèdit de caixa corresponent al dret de demanar diners a voluntat al banc limitat per la durada i el montant.

## Crèdit potencial
És el crèdit màxim que pot concedir la banca ordinària de crèdit. Es calcula sobre la base de la reserva obligatòria legal dipositada als bancs. El crèdit potencial tindrà sempre un valor major o igual al crèdit efectiu concedit per la banca.
L'obertura de crèdit en compte corrent genera un dipòsit al compte del client. Aquest dipòsit secundari (també anomenat derivat) és diferent del primari en el qual el diner dipositat prové de l'exterior de la banca, d'un altre agent econòmic.

## Aspectes culturals
El crèdit amb usura està proscrit per l'islam

## Avaluació de la solvència
El sistema d'avaluació de la solvència (riscos de crèdit) d'una persona, basat en indicadors numèrics i diverses metodologies.

### Indicadors d'ingressos
El coeficient de cobertura del servei del deute és la relació entre els ingressos disponibles i la suma per al servei del deute (incloent tant els interessos com l'amortització del principal del deute, si n'hi ha). Com més alt sigui el coeficient de cobertura del servei del deute, més ingressos estan disponibles per pagar el servei del deute, i més fàcil i econòmic serà per al prestatari obtenir finançament. En l'àmbit immobiliari, aquest és un indicador clau de la viabilitat de la propietat. A finals dels anys 90 i començaments dels 2000, els bancs solien requerir un DSCR d'almenys 1,2, tot i que alguns acceptaven coeficients més baixos, una pràctica associada a la crisi financera del 2008. Un DSCR superior a 1 indica un flux de caixa suficient, mentre que un inferior a 1 assenyala un possible dèficit. En el sector immobiliari comercial, el DSCR mínim establert pels creditors és de 1,25, cosa que significa que els ingressos operatius nets (NOI) de la propietat superen en un 25% el servei anual del deute. El crèdit DSCR (crèdit per a cobertura del deute) és una opció financera innovadora per a inversors immobiliaris que volen obtenir crèdits basats en els ingressos per lloguer de la propietat, en lloc dels seus ingressos personals.

### Indicador de valor
El coeficient de relació entre l'import del crèdit i el valor de la garantia és la relació entre l'import del crèdit i el valor total de l'aval del crèdit.
Per exemple, en els préstecs hipotecaris, la relació entre l'import del préstec i el valor de la propietat sovint s'expressa com a "entrada inicial".

### Garantia i sortida
Un deute es considera garantit si el creditor pot exigir una garantia específica. La garantia pot ser un requisit sobre els ingressos fiscals (en el cas del govern), un actiu específic (en el cas d'una empresa) o una casa (en el cas d'un consumidor). El deute no garantit inclou les obligacions financeres per les quals els creditors no poden reclamar actius del prestatari per satisfer les seves demandes.

### Rol de les agències de qualificació
Les oficines de crèdit recullen informació sobre la història creditícia i de pagaments dels consumidors. Els creditors, com els bancs i les empreses que emeten targetes de crèdit, utilitzen les qualificacions de crèdit per avaluar el risc potencial associat a l'atorgament de crèdit als consumidors.